# Мішель Ферріс
Мішель Ферріс (англ. Michelle Ferris, 24 вересня 1976) — австралійська велогонщиця.
Срібна призерка Олімпійських Ігор 1996 (спринт), 2000 (роздільна гонка) років.
Срібна призерка Ігор Співдружності 1994 (спринт), 1998 (спринт) років.
Срібна призерка Чемпіонату світу з трекових велоперегонів 1997 року в гіті на 500 м, бронзова призерка 1995 (гіт на 500 м), 1996 (гіт на 500 м), 1998 (гіт на 500 м) років.